# Robert Scheibe
Robert Scheibe (* 29. September 1859 in Gera, Thüringen; † 3. März 1923 in Bogotá, Kolumbien) war ein deutscher Geologe und Mineraloge, Hochschullehrer und Geheimer Bergrat

Robert Scheibe (um 1910)

## Leben
Robert Scheibe wurde im Jahr 1859 in Gera geboren. Er stammte aus einem bürgerlichen Elternhaus. Sein Vater war der Zeugmachermeister Karl Franz Scheibe und seine Mutter Johanne Engelhardt war die Tochter des Schneiders Friedrich Engelhardt in Ronneburg.
Robert Scheibe studierte an der Friedrich-Schiller-Universität Jena, an der Universität Göttingen und an der Universität Halle hauptsächlich Geologie und Mineralogie. Seine Promotion zum Dr. phil. in Halle erfolgte 1882 mit einer "Kristallografischen Untersuchung des Lupinins und seiner Salze".
Seine Prüfungen zur Lehrbefähigung ("pro facultate docendi" – entspricht dem heutigen Staatsexamen für Gymnasiallehrer) machte er 1883 jedoch in den Fächern Chemie, Mathematik, Geografie, Mineralogie, Botanik und Zoologie. Im Probejahr unterrichtete Scheibe 1883/84 am Gymnasium in Jauer.
Seine Wirkungsorte in Berlin waren die Königlich Preußische Geologische Landesanstalt (1885–1907) als Hilfsgeologe, sowie die Bergakademie Berlin (1907–1916) und die Technische Hochschule Berlin, Abteilung für Bergbau (1916–1923).
An der Bergakademie Berlin wurde Scheibe der Assistent und Vertreter bei Vorlesungen von Professor Christian Ernst Weiss. Nach dessen Tod 1890 wurde Robert Scheibe der hauptamtliche Lehrer für Mineralogie und 1895 zum etatmäßigen Professor an der Bergakademie ernannt. 1910 wurde ihm der Titel Geheimer Bergrat verliehen.
Scheibe nahm an etlichen Forschungsreisen und Geologenkongressen teil – in Petersburg und im Ural 1897, in einer Goldgrube in Portugal 1898, in den Pyrenäen und Paris 1900, in Wien und den Alpen 1903 und in Mazedonien 1907. Im Sommer 1908 wird ihm ein einjähriger Urlaub nach Deutsch-Südwestafrika (dem heutigen Namibia) erteilt zur Erforschung von Diamantvorkommen. Im südlichen Teil der Namib-Wüste fanden er und August Stauch zahlreiche Diamanten im Wüstensand der Küste. Reich an Erfahrungen und Kenntnissen kehrte er zurück. Die weitverbreitete Ansicht über den unpraktischen Gelehrten hat er oft widerlegt und die Sammlungen der Bergakademie erweitert.
Mitglied (Matrikel-Nr. 3211) bei der Akademie der Naturforscher Leopoldina wurde er 1906.

### Kolumbien
Im Februar 1914 wurde Robert Scheibe für die Dauer eines Jahres vom Ministerium des Äußeren nach Südamerika beurlaubt. Seinen Wohnsitz hatte er in der deutschen Kolonie von Bogotá in Kolumbien. Dort erforschte er hauptsächlich die Vorkommen von Salz, Kohle und Smaragden. Seine Gutachten über diese Vorkommen brachten ihm die höchste Anerkennung ein.
Der Ausbruch des Ersten Weltkrieges verhinderte seine Rückkehr nach Deutschland. So widmete er sich weiter seinen Forschungsaufgaben und durfte 1916 für ein halbes Jahr nach Bolivien reisen. Im selben Jahr gründete Robert Scheibe in Bogotá die Kolumbianische geologische Landesanstalt. Scheibe wurde zum Leiter bestimmt und er wurde zum Ehrenprofessor der Nationaluniversität Bogotá ernannt. Erst im Sommer 1920 konnte Robert Scheibe wieder zu seiner Familie und Studenten nach Berlin reisen.
Von den Veränderungen in Deutschland und den Auswirkungen der Inflation erschüttert, entschloss sich Scheibe – hin- und hergerissen zwischen Familie, Studenten und unerledigten Arbeiten in Bogotá – im Mai 1921 nach Kolumbien zurückzukehren. Dort erkrankte er 1923 bei einer Exkursion lebensgefährlich und starb unerwartet nach einigen Tagen. In Bogotá erhielt Robert Scheibe ein Staatsbegräbnis, das sonst nur hochgestellten Personen gewährt wurde.

### Familie
Robert Scheibe lernte seine Frau Anna Pentzlin im Haus seines Geologen-Freundes Franz Beyschlag in Berlin kennen und heiratete sie 1891 auf einem mecklenburgischen Gut in Dinnies, bei Sternberg. Sie war die Tochter des Gutsbesitzers Carl Pentzlin und Caroline Regelien. Anna Scheibe starb 1962 in Strande bei Kiel bei ihrer Tochter Anneliese (verheiratet mit Erwin Howaldt, Sohn des Maschinenbau-Ingenieurs Hermann Howaldt) und wurde an der Seite ihres Mannes in Bogotá beerdigt.
Sein Sohn Ernst Albrecht Scheibe (* 1898 in Berlin; † 1992 Soest), war ebenfalls Geologe und Bergingenieur. Er heiratete die Tochter des Geologen – und Professors an der TH Berlin – Richard Bärtling.
Der Sohn Karl Scheibe (* 1895 Berlin; † 1988 Berkhöpen) war Ingenieur für Tiefbohrtechnik, Chefingenieur bei der Preussag AG und Schwiegersohn des Gymnasialprofessors Hermann Franke.

## Schriften und Werke (Auswahl)
- Krystallographische Untersuchung des Lupinins und seiner Salze. Dissertation von Robert Scheibe, Halle 1882 (Halis; Saxonum; 1882; 40 S. 8")
- mit Christian Ernst Weiss, Ernst Zimmermann, Franz Beyschlag u. a.: Geologische Karten von Preussen und benachbarten deutschen Ländern (ab 1889, hauptsächlich im Thüringer Wald)
- Geologische Spaziergänge im Thüringer Wald. Fischer, Jena 1902
- Der Blue ground des deutschen Südwestafrika im Vergleich mit dem des englischen Südafrika; Festrede gehalten beim Aktus der Königlichen Bergakademie zur Feier des Geburtstages Seiner Majestät des Kaisers und Königs Wilhelm II. am 27. Januar 1906. Feister, Berlin 1906
- mit Ernst Zimmermann und Clemens Major: Profil des Rennsteigs. Verlag d. Rennsteigvereins, Ruhla 1915
- Compilación de los estudios geológicos oficiales en Colombia. Ed. Cahur, Bogotá 1946